# Prefettura autonoma kirghisa di Kizilsu
La prefettura autonoma chirghisa di Kizilsu (in cinese: 克孜勒苏柯尔克孜自治州, pinyin: Kèzīlèsū Kē'ěrkèzī Zìzhìzhōu; in uiguro: قىزىلسۇ قىرغىز ئاپتونوم ئوبلاستى, Qizilsu Qirghiz aptonom oblasti) è una prefettura autonoma della provincia del Sinkiang, in Cina. È situata al confine con Kirghizistan e Tagikistan. Il suo capoluogo è Artux. La prefettura ospita 622.222 persone (al 2020) e copre una superficie di 70.916 km2. La maggior parte dei kirghisi in Cina risiede a Kizilsu; essi costituiscono poco più di un quarto della popolazione della prefettura. Il gruppo etnico più numeroso di Kizilsu è quello degli uiguri, che rappresenta quasi i due terzi della popolazione.

## Etimologia
Il nome Kizilsu (scritto anche Kezilesu, derivato dal cinese pinyin) si riferisce al fiume Kezi e significa "acqua rossa" in lingua kirghisa. Kiziloy, Kizilto e le Grotte di Kizil sono località vicine che utilizzano anche il prefisso kizil (rosso).

## Storia
Kizilsu fece parte della Prima Repubblica del Turkestan orientale, che sopravvisse brevemente dal novembre 1933 all'aprile 1934. L'istituzione dell'effimero Stato indipendente fu in parte merito di un'alleanza politica e militare tra uiguri e kirghizi nello Xinjiang occidentale.
Il 14 luglio 1954, l'Ufficio amministrativo dello Xinjiang meridionale della Repubblica Popolare Cinese istituì la Regione autonoma kirghisa di Kizilsu. La regione autonoma è stata riorganizzata come prefettura autonoma nel febbraio 1955.
Nel 1955, i comuni di Barin, Jamaterek e Ujme furono trasferiti dalla contea di Yengisar alla contea di Akto, così come Bulungkol dalla Contea autonoma tagica di Tashkurgan alla Prefettura di Kashgar.
Nell'aprile del 1990, una protesta a Barin contro il dominio cinese nello Xinjiang degenerò in un'insurrezione armata, in quella che divenne nota come rivolta di Barin o sommossa di Barin.

## Suddivisioni amministrative
- Artux
- Contea di Akqi
- Contea di Wuqia
- Contea di Akto